# Бенкедим, Билаль
Билаль Бенкедим (фр. Bilal Benkhedim; родился 20 апреля 2001) — французский футболист, полузащитник клуба «Ф91 Дюделанж».

## Клубная карьера
Уроженец Баньоль-сюр-Сез, департамент Гар, Бенкедим выступал за молодёжные команды футбольных клубов «Ним», «Монпелье», «Юзес Пон-дю-Гар», «Баньоль-Пон», «Оранж», «Авиньон Фут» и «Олимпик Алес». В июле 2016 года стал игроком футбольной академии «Сент-Этьена». В феврале 2018 года подписал свой первый профессиональный контракт. 24 ноября 2019 года дебютировал в основном составе «Сент-Этьена» в матче французской Лиги 1 против «Монпелье». 18 декабря 2019 года забил свой первый гол за клуб в матче Кубка французской лиги против «Нима».

## Карьера в сборной
Билаль родился во Франции в семье алжирца и марокканки и может выступать как за сборную Франции, так и за сборные стран происхождения его родителей. В сентябре 2018 года он дебютировал в составе сборной Франции до 18 лет.